# ایوسب گریشاشویلی
ایوسب گریگوری گریشاشویلی (ارمنی: Իոսեբ Գրիգորի Գրիշաշվիլի (Մամուլաիշվիլի؛  زاده ۱۲ آوریل ۱۸۸۹ - درگذشته ۳ اوت ۱۹۶۵) مورخ، شاعر و تاریخ‌نگار ادبی، منتقد ادبی و مترجم اهل گرجستان بود. وی بین سال‌های - تا - میلادی فعالیت می‌کرد.

## زندگی‌نامه
وی در ۲۴ آوریل [سبک قدیمی: ۱۲ آوریل] ۱۸۸۹ در تفلیس در به دنیا آمد . وی عضو اتحاد نویسندگان اتحاد شوروی و آکادمی ملی علوم گرجستان بود.  وی همچنین برنده جوایزی همچون جایزه دولتی اتحاد شوروی، چهره هنری شایسته ارمنستان شوروی (۱۹۴۵)، مدال کار شجاعانه در جنگ بزرگ میهنی (۱۹۴۵–۱۹۴۱)، جایزه استالین شد. وی در ۳ اوت ۱۹۶۵ در سن ۷۶ سالگی در تفلیس درگذشت و در پانتئون متاتسمیندا به خاک سپرده شد.

## یادداشت
1. ↑  ԽՍՀՄ Գրողների միություն